# 欧阳修墓
欧阳修墓位于河南省新郑市辛店镇欧阳寺村，为北宋文豪欧阳修及其族人的墓葬。欧阳修墓于2006年5月被列入第六批全国重点文物保护单位。

## 历史
北宋熙宁五年（1072年）闰七月二十三日，欧阳修卒于汝阴（今安徽阜阳）私第，享年65岁，赠太子太师，谥文忠，追封兖国公。熙宁八年（1075年）九月二十六日，欧阳修赐葬新郑县旌贤乡刘村（今新郑市辛店镇欧阳寺村）。之后又陆续葬有欧阳修的祖母李氏、继配第三夫人薛氏、长子欧阳发、次子欧阳奕、三子欧阳棐、四子欧阳辩、孙欧阳愻、欧阳愬等人。
欧阳修墓曾经碑碣林立，古柏参天，为清代新郑八大景之一的“欧坟烟雨”，但在大跃进和文化大革命（1966-1976年）期间遭到严重破坏，碑碣流失，古柏尽毁，仅存大殿、大门和东西厢房。该墓于1982年被新郑县人民政府列为县级重点文物保护单位，1994年在政府和有关人士资助下，又修葺一新。2000年9月被列为河南省文物保护单位，2006年5月被列入第六批全国重点文物保护单位。

## 建筑及布局
欧阳修墓园南北长113米，东西宽97米，面积近1.1万平方米。经过近年来的修复，现有大门、中殿、大殿及配殿等建筑。大门三间，门外左右修有闪墙、台阶。大殿即拜殿，计三间，内设暖阁、神牌、神幔、供桌诸物，供展拜祭奠。殿前有祭坛，长10米，宽5米，高1米。大殿后为欧阳修墓冢，墓前立有墓碑，上刻“宋太师欧阳文忠公之墓”。夫人薛氏墓于欧阳修墓西侧并排，墓碑上刻“宋安康郡太夫人薛氏之墓”。墓前有石人、石羊、石猴和石碑多座。墓南有欧阳祠，祠院墙外东边为其长子、次子和四子的墓丘，墙外西边则为其三子的墓丘。在欧阳修墓西南约半公里处有欧阳寺，又称欧坟寺，寺西为欧阳修的祖母吴国李太夫人墓。

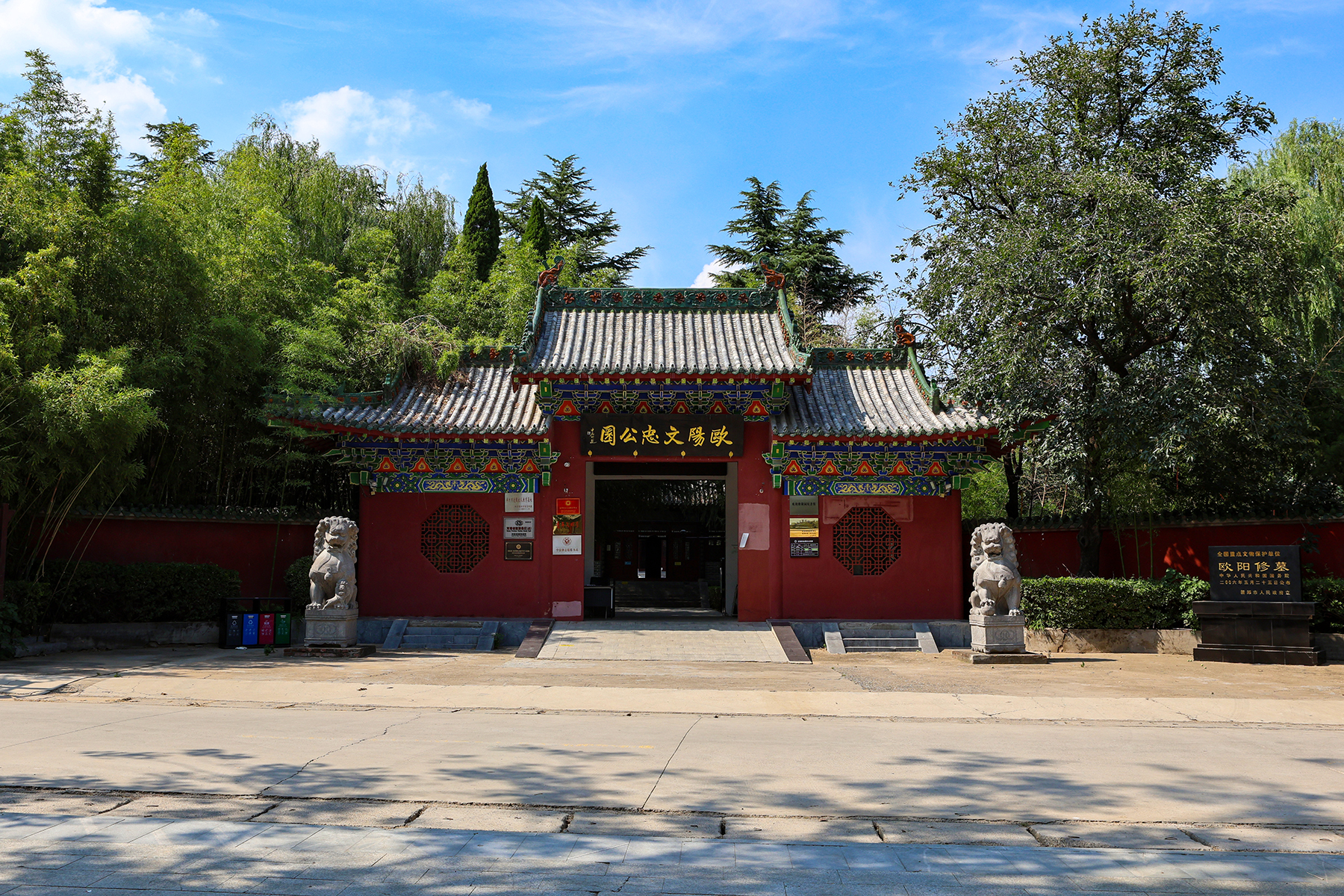
墓园大门
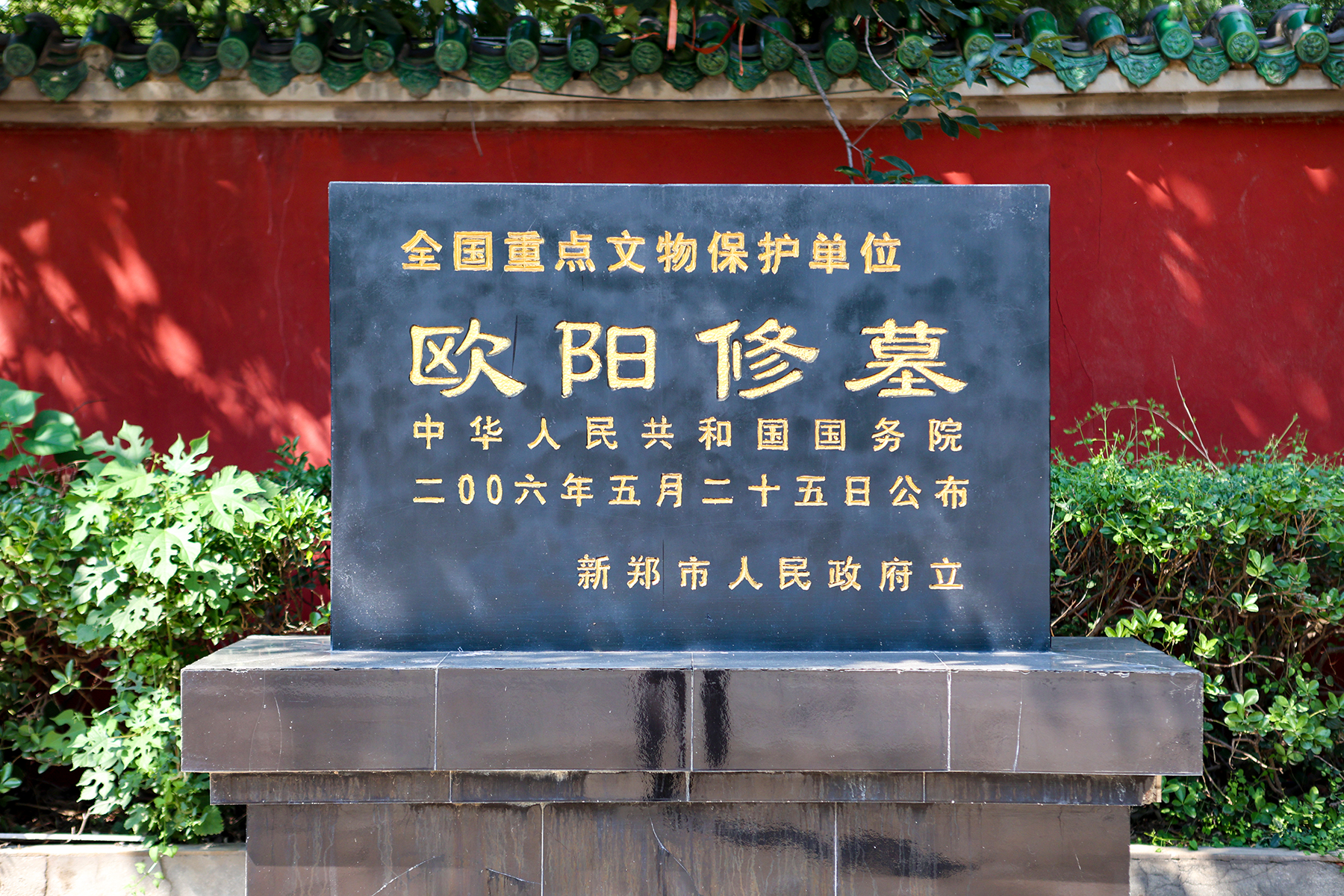
全国重点文物保护单位标示牌
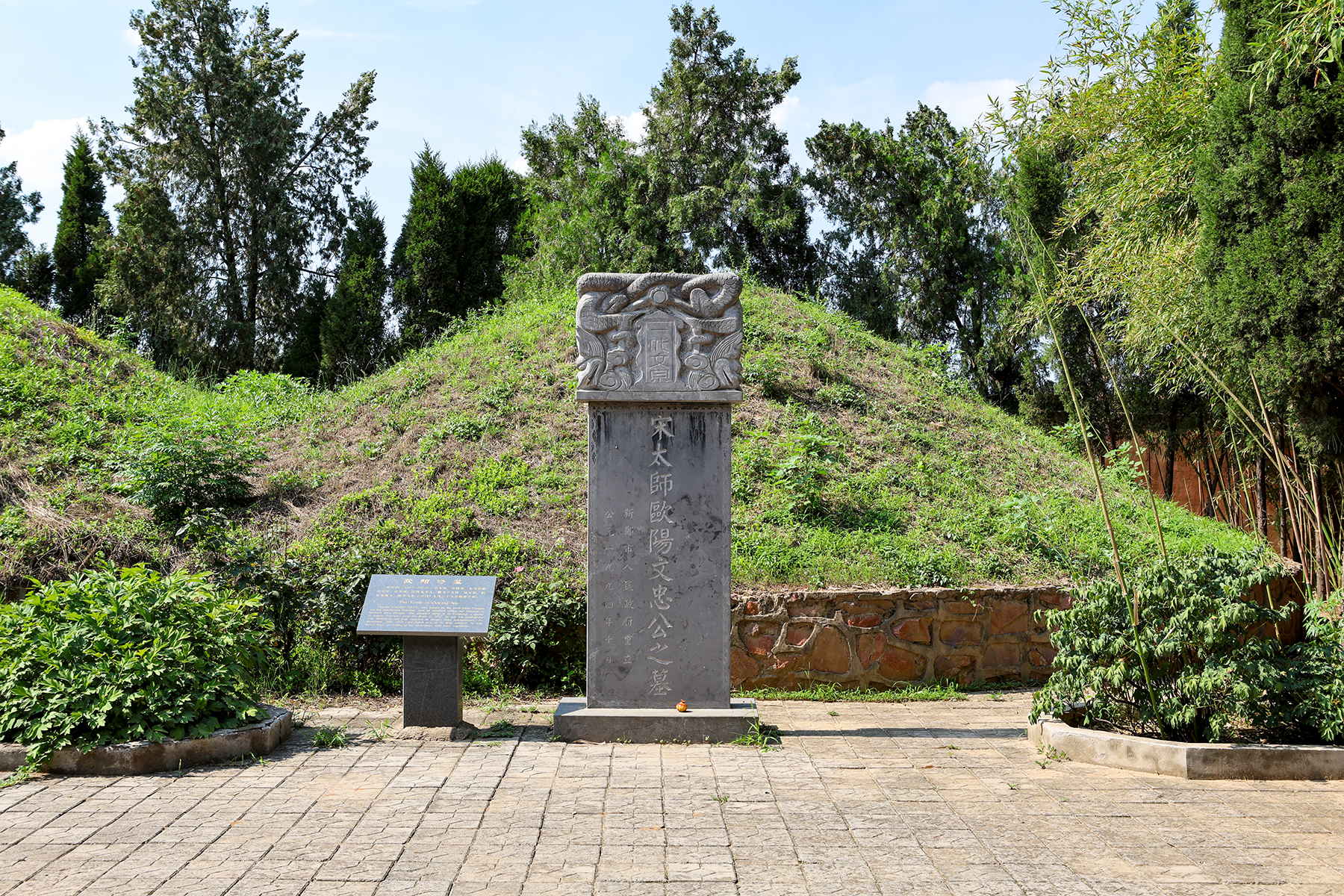
欧阳修墓
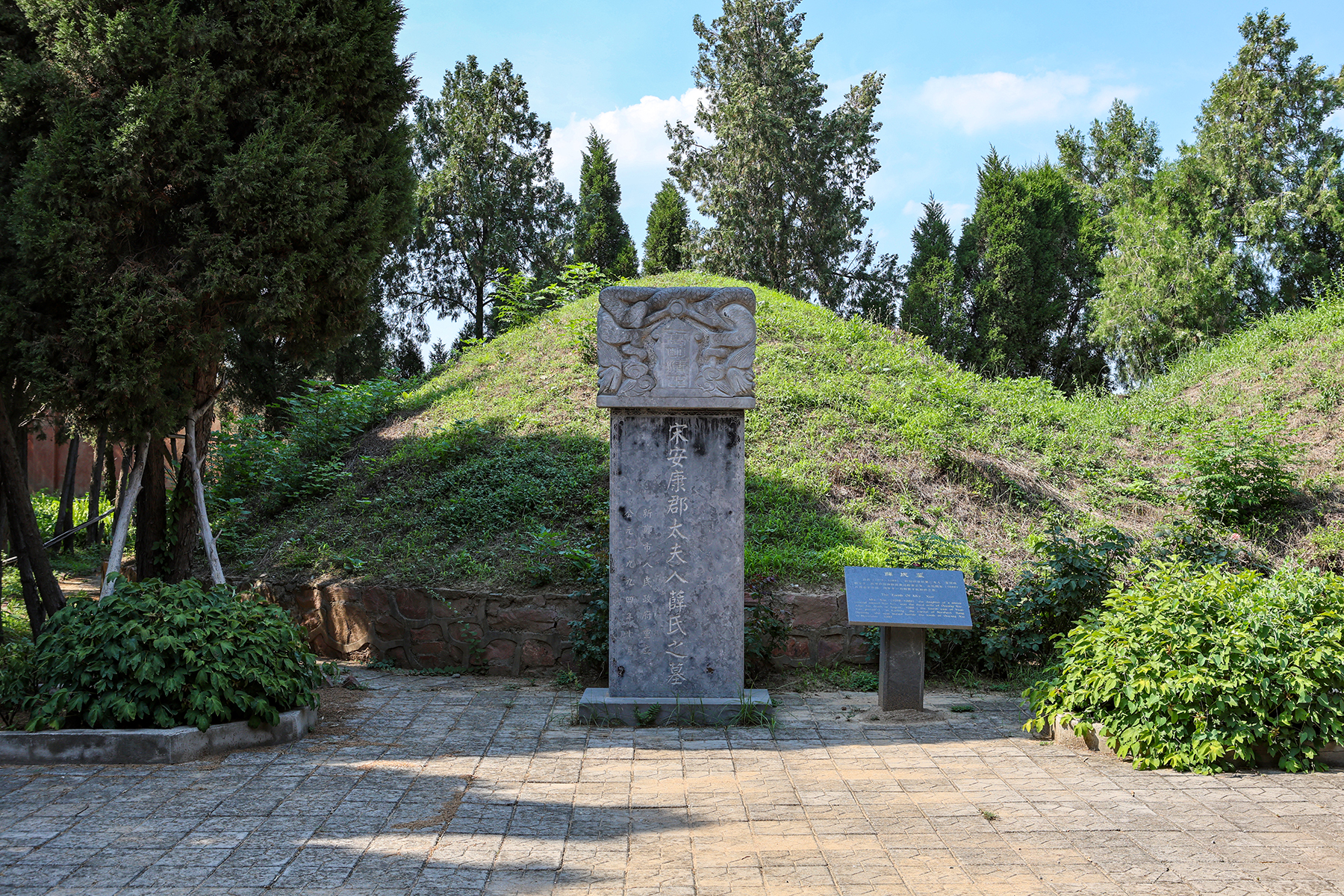
夫人薛氏墓
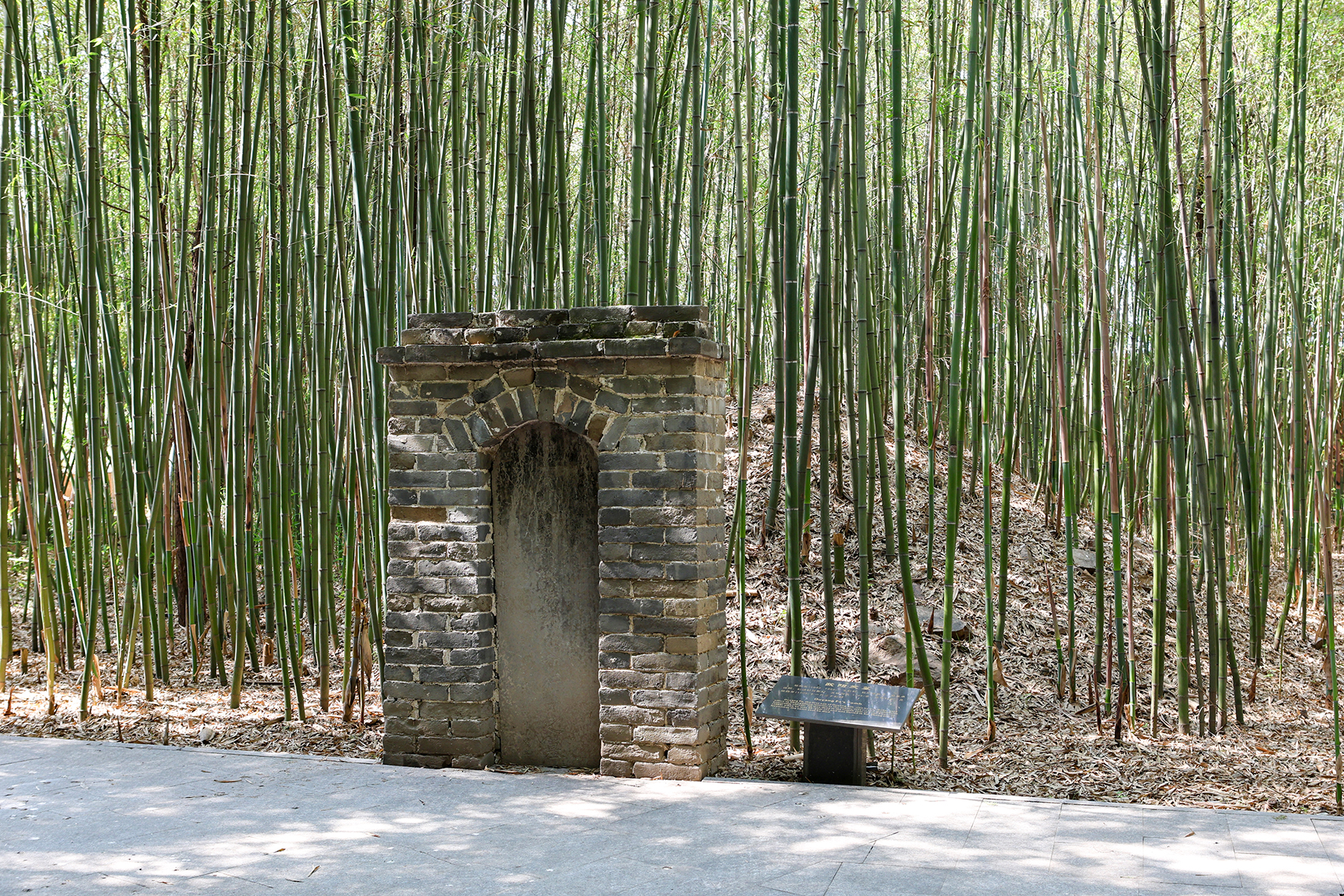
长子欧阳发墓
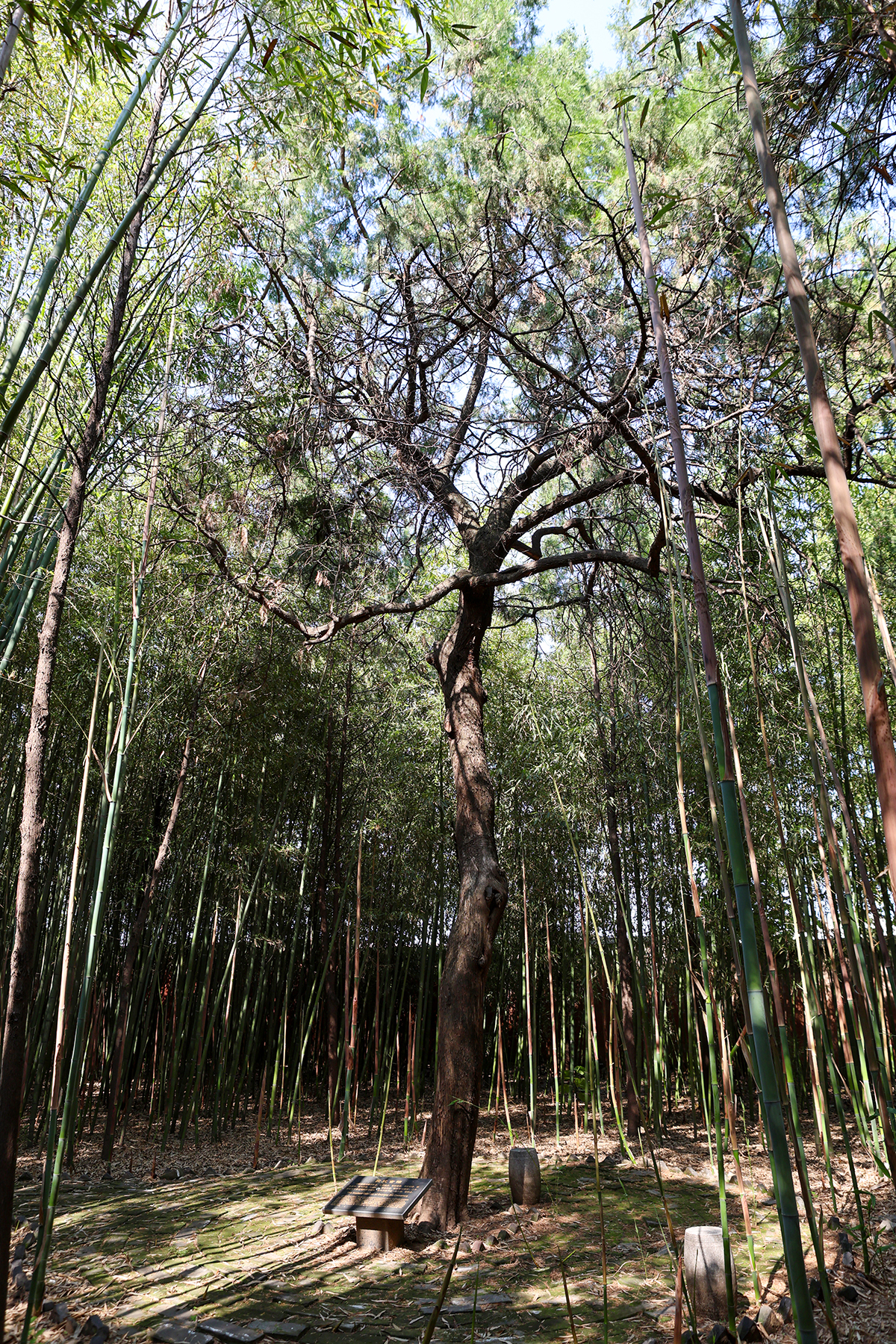
墓园内仅存的一株古柏

## 现存碑碣
在墓前、祠内和祠前的大道旁，共存有明、清以来的碑碣十余座。其中最早的是一座为明英宗正统三年（公元1438年）三月，河南等处提刑按察司佥事欧阳哲所立之"重修欧阳文忠公神道望石记"。碑高235厘米，厚28厘米，宽103厘米。碑正面刻"宋太师欧阳文忠公之墓"，背面刻望石记碑文。在欧阳祠的大门正前，有座高八米、阔二米的砖砌巨型碑楼，内嵌立崇宁五年（公元1106年）苏辙所撰“宋太师欧阳文忠公神道碑”。原碑现已倾圮，此碑为清道光年间杨国帧重修欧阳祠时复刻。